# Nossa Senhora de Caravaggio (filme)
Nossa Senhora de Caravaggio é um filme com direção de Fábio Barreto que estreou no ano de 2007. 
O filme é sobre a história de Nossa Senhora de Caravaggio, e tem a participação dos atores Luciano Szafir, Cristiana Oliveira, Déborah Kalume, Araci Esteves, Sidnei Borba, Jefferson Paim e Fernanda Carvalho Leite. 
O lançamento ocorreu no dia 25 de maio de 2007, em 10 cidades do Rio Grande do Sul, entre elas, Porto Alegre, Farroupilha e Caxias do Sul.
O filme conta a história de um casal de Farroupilha, que com a ajuda de Nossa Senhora de Caravaggio consegue retomar sua união, abalada pelo alcoolismo.

## Elenco[1]
- Luciano Szafir ...Gomes
- Cristiana Oliveira ...Angélica
- Déborah Kalume ...Nossa Senhora
- Araci Esteves ...Dona Rosa
- Dora Pellegrino ...Bruna
- Felipe Kannenberg ...Francesco
- Fernanda Carvalho Leite...Janete
- Sidnei Borba ...Gusmão
- Jefferson Paim ...Sacristão
- Bernardo Vitt Goerl ...Diego